# Teurnia

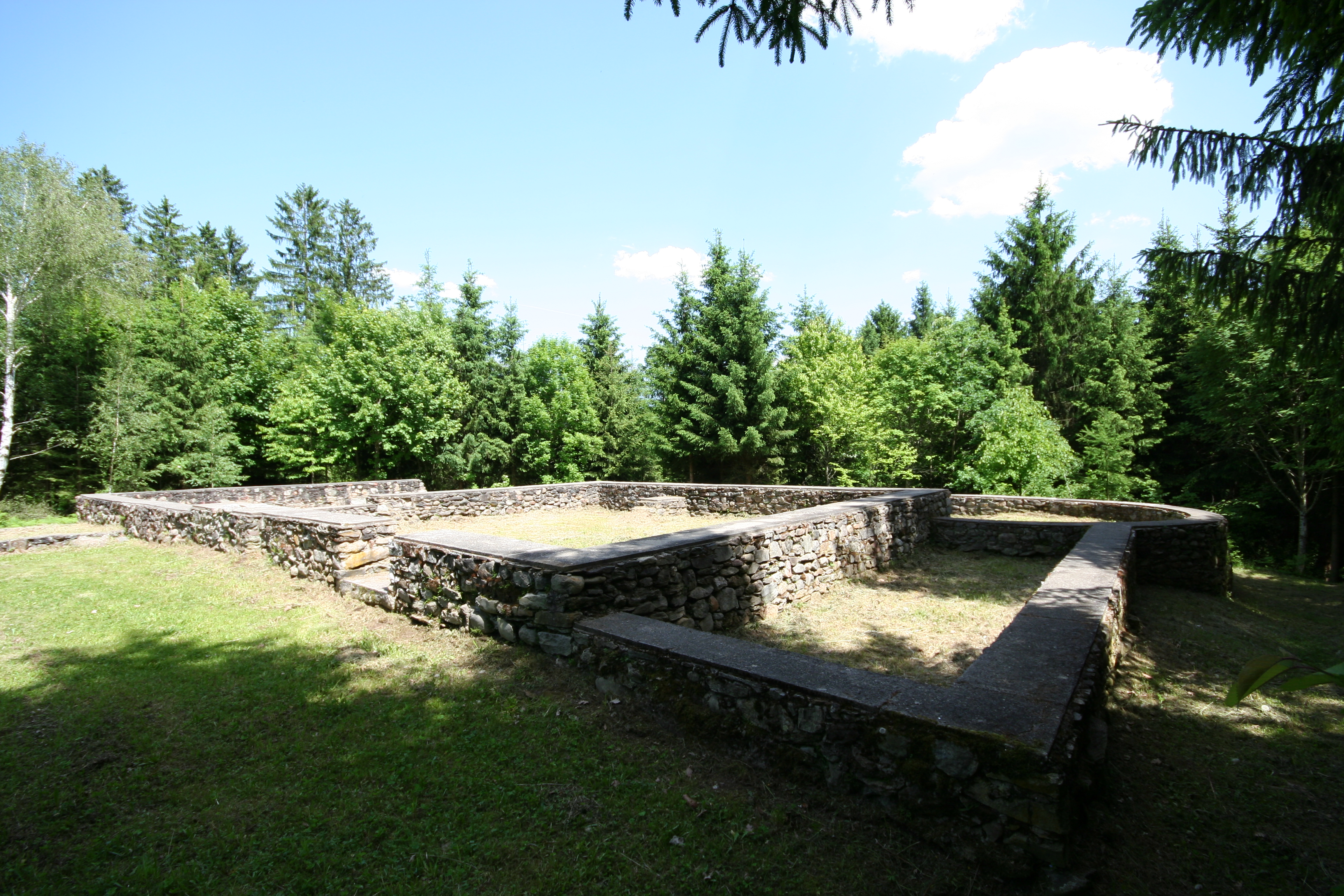
Pozůstatky městské vily

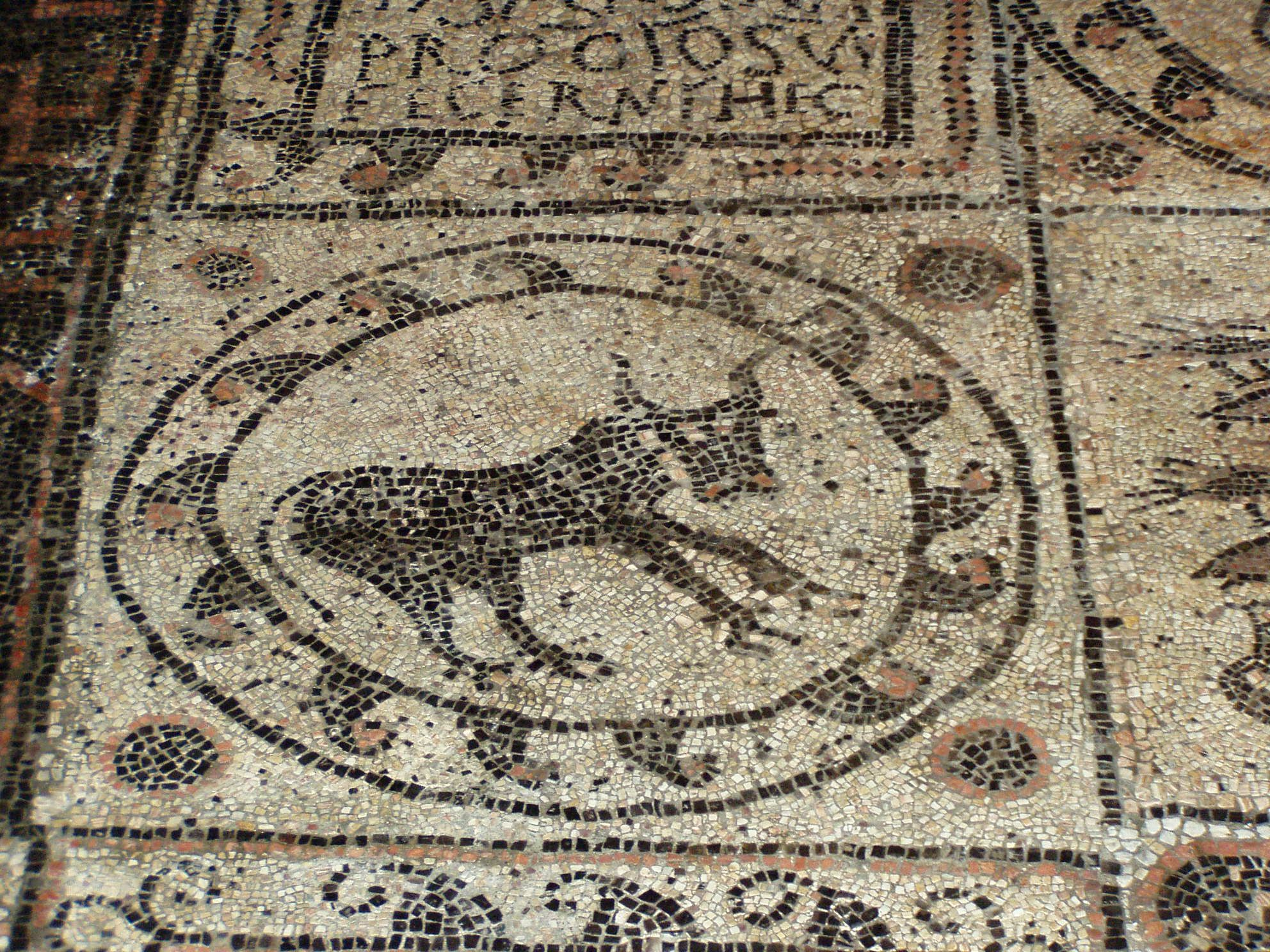
Mozaiky ve hřbitovním kostele

Teurnia, později Tiburnia, bylo římské město na území dnešního Rakouska, jež leželo čtyři kilometry západně od dnešního města Spittal an der Drau. V době svého vzniku bylo významným sídlem římské provincie Noricum, respektive později založené provincie Noricum mediterraneum, jejímž hlavním městem se Teurnia nakonec stala. Působil v něm pak guvernér provincie a po roce 488 také její vojenský velitel (dux). Město začalo být stavěno roku 50. Mělo fórum, tržní baziliku, chrám, termální i veřejné lázně. Chrám byl zasvěcen bohu Grannovi, keltskému protějšku Asklépia, boha medicíny (většina obyvatelstva byla tvořena keltským kmenem Taurisků). Teurnia byla jedním z největších měst v celém Noriku, ve vrcholném období v něm žilo 30 000 obyvatel. Ke konci římské epochy počet obyvatel klesal. Na sklonku římské doby, ve 4. století, do města proniklo křesťanství a stalo se biskupskou diecézí. Na počátku 5. století byl postaven biskupský kostel. Město zaniklo okolo roku 610, zbyly z něj jen ruiny a dokonce bylo zapomenuto, že tyto ruiny jsou pozůstatky města, o němž se ve starověkých písemných pramenech hovořilo jako o Teurnii. Systematické vykopávky začaly až roku 1908, díky náhodnému objevu hřbitovního kostela (tento kostel podle všeho užívali ariáni, kdežto biskupský kostel vyznavači hlavního katolického proudu). Hřbitovní kostel má pozoruhodně zachovalou mozaiku, podle všeho jí nechal vytvořil vojenský velitel provincie jménem Ursus.